# Abdeslam Seddiki
Abdeslam Seddiki, né le 31 décembre 1951 à Taza, est un économiste et homme politique marocain, affilié au Parti du progrès et du socialisme. Il est membre et responsable de plusieurs associations à caractère scientifique, humanitaire, de développement et de défense des droits de l’homme. Le 10 octobre 2013, il est nommé par le Roi ministre de l'Emploi et des Affaires sociales du gouvernement Benkiran II.

## Biographie

### Enfance et formation
Abdeslam Seddiki a obtenu son baccalauréat en sciences économiques au lycée Moulay Slimane de Fès en 1972 et a obtenu une licence en sciences économiques à la faculté de droit de Rabat en 1975. Il est également titulaire d’un Doctorat d’Etat en Sciences Economiques de l’Université Hassan II Casablanca (1988) et d’un doctorat en économie de troisième cycle de l’Université de Grenoble (1979).

### Vie familiale
Abdeslam Seddiki est marié et père de deux enfants.

### Parcours politique
Alors qu'il suivait des études en économie à l'Université de Grenoble, Abdeslam Seddiki a été secrétaire de la section du Parti du progrès et du socialisme (PPS) à Grenoble de 1977 à 1979. De retour au Maroc, il a été plusieurs fois élu membre du Comité Central du Parti ainsi que membre du Bureau du parti pour la région du Grand Casablanca. D'autre part, Abdeslam Seddiki a été le premier Secrétaire de la cellule des enseignants du PPS à la faculté de Droit de Casablanca.
Il fonde le 27 juillet 1997 le Front des forces démocratiques (FFD) avec notamment feu Thami El Khyari. La même année, à la suite des élections législatives, il est élu parlementaire dans la province de Taza et devient président du groupe parlementaire du FFD de 1998 à 2002. 
Parallèlement, il a été président du groupe d'amitié parlementaire Maroc-Italie et a été membre du Comité Exécutif de l’Union Parlementaire Africaine.
Abdeslam Seddiki a coordonné le programme économique, social et culturel du PPS en 2006 et a été élu en mai 2010 membre du Bureau Politique du PPS à l’issue du 8e congrès du Parti avant d'être coordinateur de la commission de préparation du programme électoral du parti pour les élections législatives de 2011. 
Quelques mois plus tard, il a été membre de la commission de rédaction du programme du gouvernement Benkiran et, le 10 octobre 2013, il est nommé par Sa Majesté le Roi Mohammed VI, ministre de l'emploi et des affaires sociales.

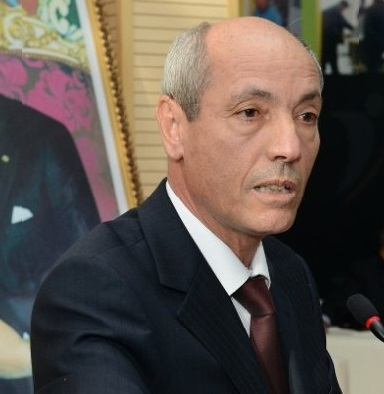
Abdeslam Seddiki lors d'une conférence en décembre 2013

### Parcours professionnel
M. Abdeslam Seddiki est depuis 1980 professeur de l'Enseignement Supérieur et à ce titre a dirigé plusieurs thèses et mémoires de master et de licence. Parallèlement, il est collaborateur au quotidien Al Bayane et animateur de la rubrique économique de 1989 à 1995. Auteur de publications diverses dans des revues à caractère scientifique, Abdeslam Seddiki est également chroniqueur dans plusieurs revues et journaux marocains.

### Activités associatives
Parallèlement à ses engagements politiques, M. Abdeslam Seddiki n'a jamais cessé ses travaux de recherches et est impliqué dans plusieurs associations et organisations :
- Membre fondateur de l’Observatoire social international (O.S.I.) créé à Rome en janvier 2000 et membre de son Comité d’Orientation jusqu'en 2005.
- Membre fondateur du Centre d’Études et de Recherches Aziz Bellal (C.E.R.A.B) et vice-président pendant plusieurs exercices.
- Membre de l’Association des Économistes Marocains.
- Membre du SNESUP (Unique syndicat de l'enseignement supérieur) et plusieurs fois responsable au niveau local et national.
- Ex- Membre du Bureau National de l’Organisation marocaine des droits humains (OMDH) de 2006 à 2010.
- Membre du Bureau National de « ARID » (Association du Rif pour le Développement et la Culture).
- Membre du Bureau du Centre de la Mémoire pour la Démocratie et la Paix.
- Membre du Bureau du Forum National de la Ville (FNV).